# Kabelo Dembe
Kabelo Dembe (Francistown, 10 de maio de 1990) é um futebolista botsuanense que atua como goleiro.

## Carreira
Kabelo Dembe representou o elenco da Seleção Botsuanense de Futebol no Campeonato Africano das Nações de 2012.